# Faulhaber (Unternehmen)
Die Dr. Fritz Faulhaber GmbH & Co. KG ist die Konzernobergesellschaft der Faulhaber-Gruppe, einem Anbieter von Miniatur- und Mikroantriebstechnik im High-End-Bereich. Der Stammsitz befindet sich im baden-württembergischen Schönaich.
Faulhaber unterhält Entwicklungs- und Produktionsstandorte in der Schweiz, in Rumänien und Ungarn. Es werden kleine und kleinste Gleichstrommotoren sowie passende Präzisionsgetriebe und weitere mechanische und elektronische Komponenten zum Aufbau kompletter Klein- und Miniaturantriebssysteme gefertigt.

## Geschichte
1947 gründete Fritz Faulhaber senior die Dr. Fritz Faulhaber Feinmechanische Werkstätten. Anfang der 1950er Jahre konzipierte Faulhaber ein Kameramodell namens Vitessa, das er an den Kamerahersteller Voigtländer in Braunschweig verkaufte. Voigtländer beauftragte ihn mit der Entwicklung eines elektrischen Motors für den automatischen Filmtransport. Um den Anforderungen an einen solchen Motor zu genügen (klein, leicht, stromsparend, ruckfreier Lauf), entwickelte Faulhaber einen Elektromotor, der eine freitragende eisenlose Rotorspule hatte. Die durch Kunstharz stabilisierte, diagonal gewickelte Spule ist heute als Faulhaber-Wicklung bekannt. Ab 1956 wurde der Motor von Faulhaber in Serie produziert und 1958 zum Patent angemeldet. Das Patent wurde 1965 erteilt.
In den 1960er Jahren wurden von Faulhaber produzierte Kleinmotoren unter anderem in Taschendiktiergeräten und in Filmkameras des französischen Herstellers Beaulieu eingesetzt. 1970 begann Faulhaber mit der Produktion von Encodern und pulsweitenmodulierten Steuerungen, mit denen die Antriebe erstmals elektronisch geregelt und positioniert werden konnten. 1973 entwickelte das Unternehmen einen Motor mit Kupfer-Graphit-Kommutierung, den unter anderem Philips und Compudata in EDV-Druckern einsetzten. Mitte der 1970er Jahre begann Faulhaber mit der Entwicklung und dem Bau kundenspezifischer Antriebssysteme, die heute 45 Prozent der Produktion ausmachen.
Der Stammsitz des Unternehmens wechselte 1949 vom ursprünglichen Gründungsort Murrhardt nach Schönaich südlich von Stuttgart. Der heutige Schönaicher Standort verfügt über 22.000 Quadratmeter Fläche für Produktion, Logistik und Verwaltung, dort sind etwa 600 Mitarbeiter beschäftigt.
1961 wurde in den USA die MicroMo Electronics Inc. zunächst als Verkaufsniederlassung gegründet und später mit eigenen Entwicklungskapazitäten erweitert. 1962 folgte die Gründung der Minimotor S.A. (Schweiz) als weiterer Entwicklungs- und Fertigungsstandort. Produktionsstandorte in Ungarn und Rumänien wurden 1997 und 2005 eingerichtet.
Ab der Jahrtausendwende übernahm Faulhaber eine Reihe kleinerer deutscher und europäischer Motoren- und Präzisionstechnikhersteller: 1999 die FTB Feintechnik Bertsch GmbH, 2000 die Arsape SA (Schweiz) (2008 umfirmiert in Precistep SA), 2001 die LMM Kft Budapest, 2003 die MPS Micro Precision Systems AG (Schweiz) und die mymotors & actuators GmbH, 2007 die Rolla Microgear AG (Schweiz), 2008 die MPS Décolletage SA (Schweiz) und 2014 die PDT Präzisionsdrehteile GmbH.

## Faulhaber-Wicklung
Diese Wicklungsart wird bei Glockenanker-Motoren eingesetzt. Der sich drehende Anker besteht nicht aus Kupferdraht, der um einen genuteten Eisenkern gewickelt wird, sondern aus einer diagonal gewickelten Spule ohne tragendes Gerüst, die durch die schräge Anordnung der Leiter und durch eine thermisch verklebte Kunstharz-Tränkung gegen die beim Rotieren auftretenden Fliehkräfte in Form gehalten wird. Die Spule sitzt zusammen mit dem Kommutator in Form eines Bechers oder einer Glocke auf der Antriebswelle. Die Faulhaber-Wicklung und andere später entwickelte geringfügig unterschiedliche freitragende Wicklungen werden auch als eisenlose oder Luftspaltwicklung bezeichnet.
Bei Glockenanker-Motoren mit eisenloser Wicklung wird der zum Stator gehörende Permanentmagnet in das offene Innere der Rotorspule verlegt. Das ermöglicht eine besonders kompakte Bauweise. Das Eisengehäuse des Motors schließt den magnetischen Kreis und erzeugt mechanische Stabilität.
Der Verzicht auf den Eisenkern reduziert Größe und Gewicht des Motors und verringert das Trägheitsmoment von Rotoren mit Faulhaber-Wicklung, was zu sehr geringen Hochlauf- und Reaktionszeiten führt. Eisenlose Motoren haben einen geringeren Stromverbrauch als Eisenankermotoren ähnlicher Leistung, da Energieverluste durch die ständige Ummagnetisierung des Eisenkerns entfallen. Auch das Rastmoment des Motors, ein Resultat der genuteten Oberfläche des Eisenkerns, existiert bei eisenlosen Motoren nicht. Dadurch können sie in jeder beliebigen Position anhalten und laufen im langsamen Betrieb ruckfrei, bei großen Drehzahlen vibrationsarm.

## Produkte
Faulhaber fertigt kleine Gleichstrommotoren und Mikroantriebe verschiedener Bauart (DC und AC), Präzisionsgetriebe, Spindeln für Linearantriebe, Encoder, Elektronik und weiteres Zubehör. Neben den Einzelkomponenten entwickelt und produziert das Unternehmen kundenspezifische Antriebssysteme.
Kleinstmotoren, modifizierte Antriebssysteme und kundenspezifische Antriebslösungen von Faulhaber werden eingesetzt in der Medizin- und Labortechnik, in der Industrieautomation und Robotik, in der Mess- und Prüftechnik, in Industriewerkzeugen und Betriebsmitteln, in der Luft- und Raumfahrt, in Kameras und optischen Geräten, im Modellbau und in verschiedenen Verbraucherprodukten.
Ein Beispiel des Angebots: Der kleinste bürstenlose Motor mit Faulhaber-Wicklung hat eine Länge von 5,5 mm und einen Durchmesser von 1,9 mm. Er wiegt 0,1 g, erreicht bis 120.000/min und hat ein Drehmoment von 2,5 µNm. Die Antriebseinheit ist verbunden mit einem Mikro-Planetengetriebe. Eine externe Elektronik erzeugt das Drehfeld für die Statorwicklung und steuert den Mikroantrieb. Das Mikro-Planetengetriebe erlaubt Drehmomente, die deutlich über den eigenen Reibungsmomenten liegen. Solche Mikroantriebe eignen sich besonders für Anwendungen in der Medizintechnik (z. B. Ultraschallkatheter, die Bilder aus dem Herzinneren liefern), für Mikropumpen, Greifer für die Mikromontage und Linearversteller im Bereich Optik oder Ventiltechnik.

## Unternehmensstruktur
Die Faulhaber Gruppe besteht aus der Muttergesellschaft Dr. Fritz Faulhaber GmbH & Co. KG mit Sitz in Schönaich und 17 Tochter-/Schwestergesellschaften.
Geschäftsbereich Antriebssysteme:
- Faulhaber SA – Croglio, Schweiz
- Faulhaber SA – La Chaux-de-Fonds, Schweiz
- Faulhaber Motors Hungaria Kft – Albertirsa, Ungarn
- Faulhaber Motors Romania S.R.L. – Jimbolia, Rumänien

Geschäftsbereich Mikropräzisionssysteme:
- MPS Micro Precision Systems AG – Biel/Bienne, Schweiz. Tochtergesellschaft[10] mit vier Geschäftsbereichen: MPS Microsystems entwickelt elektromechanische Systeme, MPS Watch entwickelt Uhrenkomponenten, MPS Décolletage ist in der Automatendreherei aktiv, und MPS Precimed ist als eigenständiges Unternehmen in der Entwicklung von orthopädischen Instrumenten tätig[11]. MPS wurde im Jahr 1936 gegründet und hat neben dem Hauptstandort in Biel/Bienne zwei weitere Produktionsstätte in Court und Bonfol. MPS beschäftigt mehr als 400 Personen und erzielte 2019 einen Umsatz von CHF 75 Mio[10].

Kompetenzzentrum Nordamerika:
- Faulhaber Micromo LLC – Clearwater (Florida), USA

Vertrieb und Marketing:
- Faulhaber Benelux B.V. – Eindhoven, Niederlande
- Faulhaber France SAS – Montigny-le-Bretonneux, Frankreich
- Faulhaber Drive System Technology (Taicang) Co., Ltd. – Taicang, VR China
- Faulhaber Asia Pacific Pte Ltd – Singapur
- Faulhaber Polska sp. z.o.o. drive systems – Posen, Polen
- Faulhaber Malaysia Sdn Bhd – Bayan Baru (Penang), Malaysia
- Faulhaber Austria GmbH – Wien, Österreich
- Faulhaber Italia S.r.l. – Lomazzo, Italien
- Faulhaber Danmark ApS – Allerød Kommune, Dänemark